# Немчанинов, Дмитрий Андреевич
Дми́трий Андре́евич Немчани́нов (укр. Дмитро Андрійович Нємчанінов; 27 января 1990, Киев) — украинский футболист, защитник клуба «Ольховцы». Воспитанник СДЮСШ «Динамо» Киев.

## Биография
Дмитрий Немчанинов родился 27 января 1990 года. Является воспитанником СДЮСШ «Динамо» (Киев). В ДЮФЛ Украины (2004/05 — 2006/07) выступал за киевский РВУФК, провёл 52 матча и забил 2 мяча.

### Клубная карьера
После ухода из киевского «Динамо» безуспешно проходил просмотр в «Ворскле», «Днепре» и донецком «Металлурге». В овидиопольском «Днестре» играл с июля 2009 года, выступал под четвёртым номером. Дебютировал в матче 1-го тура с луцкой «Волынью», выйдя на поле в стартовом составе. Дебют в составе днестровского клуба для Немчанинова вышел неудачным. Выйдя в стартовом составе в центре обороны в паре с Дмитрием Момотенко, и после четырёх пропущенных мячей в перерыве был заменён. После «Днестра» успел поиграть в винницкой «Ниве» и в кировоградской «Звезде». Всего в Первой лиге сыграл 98 матчей и забил 2 гола в ворота донецкого «Олимпика» и белоцерковского «Арсенала».
Летом 2013 года перешёл в луцкую «Волынь». Дебютировал в Премьер-лиге в первом туре в игре против киевского «Динамо». Матч в Киеве завершился со счётом 1:1. Дебютный гол в Премьер-лиге забил 10 ноября 2013 года в ворота киевского «Динамо» с передачи Флорентина Матея. Матч в Луцке завершился крупным поражением «Волыни» (1:4). 5 апреля 2015 года после поражения от «Зари» (1:2) главный тренер «Волыни» Виталий Кварцяный на послематчевой пресс-конференции назвал Немчанинова «врагом народа» и сказал, что «я ему 15 раз прощал, а он вновь показал, что его исправить невозможно». Через некоторое время футболист разорвал контракт с клубом.
10 июля 2015 года заключил двухлетний контракт с одесским «Черноморцем». 16 декабря того же года покинул одесский клуб.
27 января 2016 года стало известно, что Немчанинов, успешно пройдя просмотр, подписал двухлетний контракт с донецким «Олимпиком».

### Карьера в сборной
В составе юношеской сборной Украины до 17 лет провёл 6 матчей (2007), в составе юношеской сборной до 19 лет — 4 матча (2008).

## Семья
Сын толкателя ядра Андрея Немчанинова.

## Достижения
«Верес»
- Победитель Первой лиги Украины: 2020/21